# Богуциці-Перші
Богуциці-Перші (пол. Bogucice Pierwsze) — село в Польщі, у гміні Пінчів Піньчовського повіту Свентокшиського воєводства.
Населення — 452 особи (2011).
У 1975-1998 роках село належало до Келецького воєводства.

## Демографія
Демографічна структура на день 31 березня 2011 року:
|          | Загалом | Допрацездатний вік | Працездатний вік | Постпрацездатний вік |
| -------- | ------- | ------------------ | ---------------- | -------------------- |
| Чоловіки | 233     | 45                 | 154              | 34                   |
| Жінки    | 219     | 32                 | 140              | 47                   |
| Разом    | 452     | 77                 | 294              | 81                   |